# Joris van Gool
Joris van Gool (né le 4 avril 1998 à Tilbourg) est un athlète néerlandais, spécialiste du sprint.

## Carrière
Il est médaillé de bronze du 60 mètres aux Championnats d'Europe d'athlétisme en salle 2019, avec un record personnel porté à 6 s 62.
Il bat de nouveau son record personnel le 7 février 2021 à l’occasion du PSD Bank Meeting, établissant une marque de 6 s 58.

## Palmarès
| Date | Compétition                    | Lieu    | Résultat | Épreuve   | Temps   |
| ---- | ------------------------------ | ------- | -------- | --------- | ------- |
| 2019 | Championnats d'Europe en salle | Glasgow | 3e       | 60 m      | 6 s 62  |
| 2019 | Championnats d'Europe espoirs  | Gävle   | 3e       | 100 m     | 10 s 27 |
| 2019 | Championnats du monde          | Doha    | finale   | 4 x 100 m | DQ      |
| 2022 | Championnats d'Europe          | Munich  | 4e       | 4 x 100 m | 38 s 35 |

## Records
| Épreuve | Temps   | Lieu              | Date           |
| ------- | ------- | ----------------- | -------------- |
| 60 m    | 6 s 58  | Dortmund          | 7 février 2021 |
| 100 m   | 10 s 16 | La Chaux-de-Fonds | 30 juin 2019   |
| 200 m   | 20 s 76 | Szczecin          | 24 août 2022   |